# 聖愛德華 (內布拉斯加州)
聖愛德華（英語：St. Edward）是位於美國內布拉斯加州布恩縣的城市。

## 人口
根據2020年美國人口普查的數據，聖愛德華的面積為1.71平方千米，皆為陸地。當地共有人口725人，而人口密度為每平方千米424人。